# Raúl López Gómez
Raúl López Gómez (* 23. Februar 1993 in Zapopan, Jalisco) ist ein mexikanischer Fußballspieler, der vorwiegend im Mittelfeld eingesetzt wird.

## Laufbahn
López steht seit 2009 bei Deportivo Guadalajara unter Vertrag. Nachdem er in den ersten Jahren fast ausschließlich für diverse Reservemannschaften von Chivas in der Tercera und Segunda División zum Einsatz gekommen war, kam er in der Clausura 2013 zu insgesamt vier Einsätzen für die erste Mannschaft in der Primera División. Einsätze in der ersten Liga blieben für López allerdings die Ausnahme und um Spielpraxis zu sammeln, wurde er in der Apertura 2014 an den Zweitligisten UAT Correcaminos ausgeliehen, mit dem er die Finalspiele gegen den in seiner Geburtsstadt beheimateten CD Estudiantes Tecos erreichte, die nach zwei Remis (1:1 und 0:0) erst im Elfmeterschießen verloren wurden. Die nächste Halbsaison verbrachte er auf Leihbasis beim neu in die zweite Liga aufgenommenen Deportivo Tepic, mit dem er in der Apertura 2014 ebenfalls die Finalspiele erreichte. Diese wurden gegen den Traditionsverein Club Necaxa (nach 0:0 und 4:4) ebenfalls im Elfmeterschießen verloren.
Für die Clausura 2015 wurde López nicht nur in die erste Mannschaft von Chivas zurückgeholt, sondern gehörte auch von Anfang an zur neuen Stammformation. Er kam in allen 17 Spielen der Punktspielrunde zum Einsatz und bestritt sogar 14 von ihnen über die volle Distanz.  
Sein bisher größter Erfolg mit Chivas war der Pokalsieg in der Apertura 2015, in der López im siegreichen Pokalfinale gegen den Club León (1:0) mitwirkte.

## Erfolge
- Mexikanischer Pokalsieger: Apertura 2015